# 阿盧塔古塞國家公園
阿盧塔古塞國家公園是愛沙尼亞的國家公園，位於該國東部，始建於2018年，面積436平方公里，有鼯鼠、柳雷鳥、黑鸛等野生動物棲息。